# رینان بوفلیور
رینان بوفلیور (به پرتغالی: Renan Felipe Boufleur) مدافع اهل برزیل است که در شهر Itapiranga و در تاریخ ۴ ژانویهٔ ۱۹۹۰ به دنیا آمده‌است.
رینان بوفلیور در تیم‌های فوتبال باشگاه فوتبال اندرلشت سابقهٔ حضور دارد.